# Nagroda Filmfare za Najlepszy Debiut
Nagroda Filmfare za Najlepszy Debiut to wysoko ceniona w Indiach nagroda corocznie przyznawana  przez czasopismo Filmfare Magazine za osiągnięcia artystyczne w indyjskich filmach w języku hindi. 
Chociaż Nagroda Filmfare jest przyznawana od 1953 roku, tę kategorie wprowadzono dopiero w 1988 roku. Przeważnie nagradzany jest debiut aktorki i aktora.
Lista nagrodzonych i filmów, w których zagrali oni nagrodzone role:
| Rok  | Aktor/Aktorka                               | Film                                      |
| ---- | ------------------------------------------- | ----------------------------------------- |
| 2008 | Ranbir Kapoor i Deepika Padukone            | Saawariya i Om Shanti Om                  |
| 2007 | Kangana Ranaut i Upen Patel                 | Gangster: A Love Story i 36 China Town    |
| 2006 | Shiney Ahuja i Vidya Balan                  | Hazaron Khwaishein Aisi i Parineeta       |
| 2005 | Ayesha Takia                                | Taarzan: The Wonder Car i Dil Maange More |
| 2004 | Shahid Kapoor, Lara Dutta i Priyanka Chopra | Ishq Vishk i Andaaz                       |
| 2003 | Vivek Oberoi i Esha Deol                    | Company i Koi Mera Dil Se Pooche          |
| 2002 | Tusshar Kapoor i Bipasha Basu               | Mujhe Kuch Kehna Hai i Ajnabee            |
| 2001 | Hrithik Roshan i Kareena Kapoor             | Kaho Naa... Pyaar Hai i Refugee           |
| 2000 | Rahul Khanna i Nandita Das                  | 1947: Earth                               |
| 1999 | Fardeen Khan i Preity Zinta                 | Prem Aggan i Dil Se                       |
| 1998 | Akshaye Khanna i Mahima Chaudhary           | Himalaya Putra i Pardes                   |
| 1997 | Chandrachur Singh i Seema Biswas            | Maachis i Bandit Queen                    |
| 1996 | Bobby Deol i Twinkle Khanna                 | Barsaat                                   |
| 1995 | Tabu                                        | Vijaypath                                 |
| 1994 | Saif Ali Khan i Mamta Kulkarni              | Aashiq Aawara                             |
| 1993 | Shahrukh Khan i Divya Bharti                | Deewana                                   |
| 1992 | Ajay Devgan i Raveena Tandon                | Phool Aur Kaante i Patthar Ke Phool       |
| 1991 | Pooja Bhatt                                 | Dil Hai Ki Manta Nahin                    |
| 1990 | Salman Khan i Bhagyashree                   | Maine Pyar Kiya                           |
| 1989 | Aamir Khan i Juhi Chawla                    | Qayamat Se Qayamat Tak                    |